# Kobiety Ekstraliga 2007/08
Die Kobiety Ekstraliga 2007/08 war die 29. Auflage des höchsten polnischen Frauenfußballwettbewerbs, der Ekstraliga Kobiet. Meister wurde der Titelverteidiger KS AZS Wrocław. Aufsteiger aus der zweiten polnischen Liga war RTP Unia Racibórz.

## Abschlusstabelle
| Pl. | Verein                  | Sp. | S  | U | N  | Tore    | Diff. | Punkte |
| --- | ----------------------- | --- | -- | - | -- | ------- | ----- | ------ |
| 1.  | KS AZS Wrocław (M) (P)  | 20  | 16 | 2 | 2  | 055:800 | +47   | 50     |
| 2.  | Medyk Konin             | 20  | 15 | 2 | 3  | 059:160 | +43   | 47     |
| 3.  | RTP Unia Racibórz (N)   | 20  | 10 | 4 | 6  | 033:280 | +5    | 34     |
| 4.  | UKS Gol Częstochowa     | 20  | 7  | 1 | 12 | 040:480 | −8    | 22     |
| 5.  | AZS PWSZ Biała Podlaska | 20  | 3  | 3 | 14 | 013:490 | −36   | 12     |
| 6.  | Czarni Sosnowiec        | 20  | 2  | 2 | 16 | 012:630 | −51   | 08     |

| (M) | Polnischer Meister 2006/07    |
| (P) | Pokalsieger 2006/07           |
| (N) | Aufsteiger der Saison 2006/07 |

## Relegation
Die Relegation zwischen dem Fünften der 1. Liga Kobiet und dem Verlierer der Aufstiegsrunde aus den zweiten Ligen wurde am 11. und am 15. Juni 2008 ausgetragen.
|                          | Gesamt |                         | Hinspiel | Rückspiel |
| ------------------------ | ------ | ----------------------- | -------- | --------- |
| MUKS Tomaszów Mazowiecki | 1:3    | AZS PWSZ Biała Podlaska | 0:2      | 1:1       |